# Enrique Badosa
Enrique Badosa Pedro (Barcelona, 21 de marzo de 1927-Barcelona, 31 de mayo de 2021) fue poeta, traductor y editor.

## Biografía
Licenciado en Filosofía y Letras por la Universidad de Barcelona y graduado en periodismo. Está considerado como uno de los más brillantes poetas y traductores de poesía, en lengua castellana, de la llamada Generación del 50. Como escritor destacan sus ensayos sobre crítica literaria. También son muy notables sus traducciones en verso del catalán, del latín -Epodos y Odas de Horacio-, del francés y de otros idiomas.
Recibió el Premio Francisco de Quevedo en 1986, el Premio Ciudad de Barcelona en 1990, el Premio Fastenrath en 1992 y el Premio José Luis Giménez-Frontín en 2010. Son notables sus traducciones del catalán al castellano aparecidas en su antología bilingüe La lírica medieval catalana (1966) y en sendas antologías también bilingües de Salvador Espriu y de J. V. Foix.
Durante más de veinte años ha sido director literario del departamento de Lengua Española de Plaza & Janés, en cuya editorial mantuvo, entre otras, las colecciones Selecciones de Lengua Española -castellano, catalán, gallego-, y Selecciones de Poesía universal. Su poesía destaca como medio de conocimiento y se manifiesta también como satírico-epigramática y de viajes. En 2006 recibió la Creu de Sant Jordi que concede la Generalidad de Cataluña.

## Obras
- Más allá del viento (1956)
- Tiempo de esperar, tiempo de esperanza (1959)
- Baladas para la paz (1963, 1970)
- Arte poética (1968)
- En román paladino (1970)
- Historias en Venecia (1971; 1978)
- Poesía (1956-71) (1973)
- Dad este escrito a las llamas (1976)
- Mapa de Grecia (1979, 1980; 1989; 2004 (edición bilingüe)
- Cuadernos de Ínsulas Extrañas (1973)
- Cuadernos de barlovento (1986)
- Epigramas confidenciales (1989; 1993)
- Relación verdadera de un viaje americano (1994)
- Marco Aurelio, 14 (1998)
- Epigramas de la Gaya Ciencia (2000)
- Parnaso funerario (2002)
- De fin de siglo (2003)
- Otra silva de varia lección (2004)
- Ya cada día es más noche (2006)
- Antología (2007)
- Trivium (2010)

## Ensayo
- Primero hablemos de Júpiter (La poesía como medio de conocimiento) (1958)
- Razones para el lector (1964)
- La libertad del escritor (1968)
- La lírica medieval catalana (2007)
- La tentación de la palabra (2013)
- Sine tradere (2016)

## Traducciones
- Paul Claudel, Cinco Grandes Odas (1955)
- Mariana Alcoforado, Las cartas portuguesas (1963)
- Salvador Espriu, Antología (1956). 1.ª ed. solo con la versión castellana, 1956; primera edición bilingüe y aumentada, 1969; 2.ª ed. bilingüe, revisada y aumentada, 1972; 3.ª ed., 1985.
- J. V. Foix, Antología (1963). 1.ª ed. solo con la versión castellana, 1963; 1.ª ed. bilingüe y aumentada, 1969; 2.ª ed bilingüe, revisada y aumentada, 1975; 3.ª ed., 1988; 4.ª ed. bilingüe y aumentada, 2001.
- La lírica medieval catalana (1966). Antología y traducción de Ramon Llull, Jaume March, Peires March, Andreu Febrer, Jordi de Sant Jordi, Ausias March y Joan Roís de Corella.
- XXV Odas de Horacio (1992)
- Horacio, Epodos y Odas (1998; 2001)
- Salvador Espríu, Antología de Salvador Espriu (2005)
- Varios autores. Sine tradere (2016)